# 巴特尔诺
巴特尔诺，是西班牙埃斯特雷马杜拉巴达霍斯省的一个市镇。总面积62平方公里，2001年普查人口總數為390人，人口密度為每平方公里6人。